# Térd
A térd, vagy térdízület (articulatio genus) csatlakoztatja a combhoz a lábszárat. Az emberi test legbonyolultabb és legnagyobb méretű ízülete. Felépítése szerint inkább az egytengelyű csuklóízületek (ginglymus) közé sorolható, míg mechanizmusa szerint szigorúan véve egy összetett, két egytengelyű ízület (trochoginglymus). Ez a gyakorlatban azt jelenti, hogy az emberi térd két mozgást végezhet: zsanér-szerűen hajlítható és nyújtható (flexió és extensió), valamint kifelé, és befelé rotálható, de utóbbiak csak hajlított helyzetben vihetőek ki. Az ízület alkotásában elsődlegesen a sípcsont (tibia), a combcsont (femur), és a térdkalács (patella) vesz részt, másodlagosan a szárkapocscsont, (fibula) a fején tapadó szalag (ligamentum collaterale laterale) miatt, mely a belső oldalon elhelyezkedő párjával (ligamentum collaterále mediale) a térd oldalirányú (frontális síkú) stabilitását biztosítja.
A térdízület ízfeje és ízvápája nem illeszkedhetnek össze egymással nagyobb területen, mint amit a két görbület egymáshoz való viszonya és a porcfelszínek természetes összenyomhatósága megenged.
A térdízületben két csúszóporc található: a külső és a belső csúszóporc (meniscus lateralis és medialis). Két keresztszalag helyezkedik el a térdben, elülső, és hátulsó (ligamentum cruciatum anterius et posterius) . Ezek a térd szagittális síkú stabilitását biztosítják.

## Felépítése
A térdízületi komplexumban az ízületi tokon kívül két ízület található: a combcsont és a sípcsont ízesülése (tibiofemurális ízület), valamint a térdkalács és a combcsont ízesülése (patellofemorális ízület).

### A tibiofemurális ízület
A tibiofemurális ízület egy két szabadság fokú, dupla bütykű (condylus) ízület. Benne lehetséges a szélességi tengely körül oldalsíkban feszítés és hajlítás és lehetséges a hosszúsági tengely körül transzverzális síkban befelé és kifelé forgatás.

### A combcsonti ízületi felszín
A combcsonti ízület proximális felszínét a combcsont disztális végén található robusztusabb mediális és laterális condylus alkotja. A mediális condylus kicsivel hosszabb és hosszabb ízületi felszínű, mint a laterális. A condylusok hátirányban kissé elnyújtottak és az ízületi felszínének domború görbülete nem azonos sugarú oldalsíkban. A görbület sugara az ízületi felszín középtáján a legnagyobb, ami fokozatosan csökken előrefelé és hátrafelé is. A condylusok frontálisan is domborúságot mutatnak. Az ízületi felszínt két részre osztja a két condylus közötti vájat.

### A sípcsonti ízületi felszín
A sípcsonton két ízületi felszín található: a mediális és a laterális. Egyes könyvek mind a kettőt homorúnak tartják, míg vannak olyanok, amik csak a mediális felszínt tartják homorúnak, a laterálist domborúnak. A combcsont mediális condylusának nagyobb mérete miatt a sípcsont mediális condylus ízületi felszíne másfélszer nagyobb és rajta a porcbontás háromszor olyan vastag, mint a laterális condylusé.